# 伊格纳西奥·弗洛雷斯
伊格纳西奥·弗洛雷斯（西班牙語：Ignacio Flores，1953年7月31日—2011年8月11日），墨西哥男子足球运动员，司职边后卫。他曾代表墨西哥国家队参加1978年国际足联世界杯，结果队伍止步小组赛阶段。